# Cantone di Vailly-sur-Sauldre
Il Cantone di Vailly-sur-Sauldre era una divisione amministrativa dell'arrondissement di Bourges.
A seguito della riforma approvata con decreto del 21 febbraio 2014, che ha avuto attuazione dopo le elezioni dipartimentali del 2015, è stato soppresso.

## Composizione
Comprendeva i comuni di:
- Assigny
- Barlieu
- Concressault
- Dampierre-en-Crot
- Jars
- Le Noyer
- Subligny
- Sury-ès-Bois
- Thou
- Vailly-sur-Sauldre
- Villegenon